# Maison de convalescence Kerdyk
La maison de convalescence Kerdyk est une annexe des hospices civils du Havre, aménagée à Montivilliers, en France, à la fin du XIXe siècle et au début du XXe siècle, puis détruite pendant la Seconde Guerre mondiale.

## Histoire
Quelques années après l'épidémie de choléra de 1892-1893, le négociant d'origine néerlandaise Pierre Kerdyk, son fondateur, lègue 100 000 francs à la Ville du Havre à l'été 1895 afin de créer cette maison de convalescence qui porte son nom. C'est à l'est de Montivilliers, sur la route menant au Havre, sur le plateau de la Coudraye, près du château des Ardennes, que les Hospices du Havre décident de construire la maison Kerdyk, vaste établissement conçu comme une annexe des hospices civils havrais pour les malades en convalescence, notamment des marins. En 1895, l'établissement reçut la visite du président Félix Faure. En 1914, avec la Première Guerre mondiale, l'afflux de blessés provoque un transfert d'une quarantaine de vieillards de l'hospice général du Havre vers la maison Kerdyk qui sert alors d'asile pendant cinq ans. En 1919, ses lits étant redevenus vacants, l'hospice du Havre récupère ses seniors et la maison Kerdyk ses convalescents.
Dès 1920, l'un des membres des Hospices du Havre, M. Rotz, milite pour transformer la maison Kerdyk en maternité afin de lutter contre la mortalité infantile. En 1923, la commission administrative des hospices entreprit d'y installer une maison maternelle. Ce pavillon avec dépendances, situé à l'écart de la ville, occupait un terrain ensoleillé, entouré de jardins et de prairies plantées de pommiers. Sa vocation était de recevoir pendant une année, à leur sortie de la maternité, les mères nécessiteuses et leurs nourrissons, afin de leur permettre d'allaiter convenablement leurs enfants. Il s'agissait de lutter contre la malnutrition des nouveau-nés et de faire diminuer leur mortalité et leur abandon. En 1924, l'établissement comporte vingt berceaux, un préau-dortoir aménagé dans l'ancienne serre, une salle de changes et pesage, des lavabos et trois ou quatre lits pour les mamans.
L'établissement est détruit pendant la Seconde Guerre mondiale.
Après guerre, le terrain est occupé par la maison de retraite Dr Chevallier, qui est remplacée par un hypermarché encore présent actuellement, au 68 avenue du président Wilson.